# Кубок вызова ФИБА 2014/2015. Группа A
В этой статье представлено положение команд и результаты матчей в группе A регулярного сезона Кубка вызова ФИБА 2014/2015.

## Команды
| Корзина жеребьёвки | Команда          | Город       | Страна     | Последнее участие | 2013/2014   | 2013/2014 | 2013/2014 | Арена           | Вместимость |
| Корзина жеребьёвки | Команда          | Город       | Страна     | Последнее участие | Лига        | Поз.      | Плей-офф  | Арена           | Вместимость |
| ------------------ | ---------------- | ----------- | ---------- | ----------------- | ----------- | --------- | --------- | --------------- | ----------- |
| 1                  | Сёдертелье Кингз | Сёдертелье  | Швеция     | 2013/14           | Basketligan | 1-е       | Ч         | Тельехаллен     | 2 000       |
| 2                  | Ден Босх         | Хертогенбос | Нидерланды | 2013/14           | DBL         | 2-е       | Ф         | Мааспорт        | 2 800       |
| 3                  | Ульм             | Ульм        | Германия   | н/д               | Бундеслига  | 6-е       | ЧФ        | Ратиофарм Арена | 6 000       |
| 4                  | Бриндизи         | Бриндизи    | Италия     | н/д               | Серия A     | 5-е       | ЧФ        | ПалаПентассулья | 3 523       |

## Положение команд
|  | Две лучшие команды выходят в Топ-16.    |
|  | Две худшие команды выбывают из турнира. |

| №  | Команда          | И | В | П | ОЗ  | ОП  | +/-  | ЛВ       |
| -- | ---------------- | - | - | - | --- | --- | ---- | -------- |
| 1. | Бриндизи         | 6 | 5 | 1 | 496 | 400 | +96  |          |
| 2. | Ден Босх         | 6 | 3 | 3 | 498 | 499 | –1   | 1–1 (+2) |
| 3. | Ульм             | 6 | 3 | 3 | 477 | 467 | +10  | 1–1 (–2) |
| 4. | Сёдертелье Кингз | 6 | 1 | 5 | 441 | 546 | –105 |          |

## Результаты

### 1-й тур
| 4 ноября 2014 19:00 | Отчёт | Сёдертелье Кингз           | 71:76    | Ульм            | «Тельехаллен», Сёдертелье Зрителей: 605 Судьи: Антон Махлин, Андрис Аункрогерс, Кристоф Рохацки |
| 4 ноября 2014 19:00 | Отчёт | 20:24, 22:16, 10:18, 19:18 |          |                 | «Тельехаллен», Сёдертелье Зрителей: 605 Судьи: Антон Махлин, Андрис Аункрогерс, Кристоф Рохацки |
| 4 ноября 2014 19:00 | Отчёт | Тони Бизака 28             | Очки     | Тим Ольбрехт 20 | «Тельехаллен», Сёдертелье Зрителей: 605 Судьи: Антон Махлин, Андрис Аункрогерс, Кристоф Рохацки |
| 4 ноября 2014 19:00 | Отчёт | Дарко Юкич 5               | Подборы  | Адам Хесс 5     | «Тельехаллен», Сёдертелье Зрителей: 605 Судьи: Антон Махлин, Андрис Аункрогерс, Кристоф Рохацки |
| 4 ноября 2014 19:00 | Отчёт | Урош Задник 5              | Передачи | Пер Гюнтер 10   | «Тельехаллен», Сёдертелье Зрителей: 605 Судьи: Антон Махлин, Андрис Аункрогерс, Кристоф Рохацки |

| 4 ноября 2014 20:00 | Отчёт | Ден Босх                                               | 71:69    | Бриндизи         | «Мааспорт», Хертогенбос Зрителей: 2 000 Судьи: Франсиско Аранья, Матьё Оссле, Педру Коэлью |
| 4 ноября 2014 20:00 | Отчёт | 25:10, 15:14, 19:22, 12:23                             |          |                  | «Мааспорт», Хертогенбос Зрителей: 2 000 Судьи: Франсиско Аранья, Матьё Оссле, Педру Коэлью |
| 4 ноября 2014 20:00 | Отчёт | Реджинальд Джонсон 23                                  | Очки     | Элстон Тёрнер 17 | «Мааспорт», Хертогенбос Зрителей: 2 000 Судьи: Франсиско Аранья, Матьё Оссле, Педру Коэлью |
| 4 ноября 2014 20:00 | Отчёт | Стефан Весселс 8                                       | Подборы  | Деян Иванов 10   | «Мааспорт», Хертогенбос Зрителей: 2 000 Судьи: Франсиско Аранья, Матьё Оссле, Педру Коэлью |
| 4 ноября 2014 20:00 | Отчёт | Реджинальд Джонсон, Кристофер Денсон, Кес Акербом по 3 | Передачи | Секетуре Анри 4  | «Мааспорт», Хертогенбос Зрителей: 2 000 Судьи: Франсиско Аранья, Матьё Оссле, Педру Коэлью |

### 2-й тур
| 12 ноября 2014 19:30 | Отчёт | Ульм                       | 91:82    | Ден Босх             | «Ратиофарм Арена», Ульм Зрителей: 4 500 Судьи: Огнен Йокич, Чиприан Стойка, Милан Недович |
| 12 ноября 2014 19:30 | Отчёт | 24:17, 27:15, 20:17, 20:23 |          |                      | «Ратиофарм Арена», Ульм Зрителей: 4 500 Судьи: Огнен Йокич, Чиприан Стойка, Милан Недович |
| 12 ноября 2014 19:30 | Отчёт | Уильям Клайбёрн 15         | Очки     | Брэндин Карри 26     | «Ратиофарм Арена», Ульм Зрителей: 4 500 Судьи: Огнен Йокич, Чиприан Стойка, Милан Недович |
| 12 ноября 2014 19:30 | Отчёт | Борис Савович 7            | Подборы  | Реджинальд Джонсон 6 | «Ратиофарм Арена», Ульм Зрителей: 4 500 Судьи: Огнен Йокич, Чиприан Стойка, Милан Недович |
| 12 ноября 2014 19:30 | Отчёт | Пер Гюнтер 5               | Передачи | Реджинальд Джонсон 5 | «Ратиофарм Арена», Ульм Зрителей: 4 500 Судьи: Огнен Йокич, Чиприан Стойка, Милан Недович |

| 12 ноября 2014 20:45 | Отчёт | Бриндизи                  | 90:69    | Сёдертелье Кингз | «ПалаПентассулья», Бриндизи Зрителей: 2 500 Судьи: Марко Вучкович, Паулу Маркеш, Геллерт Капитани |
| 12 ноября 2014 20:45 | Отчёт | 25:18, 18:9, 27:17, 20:25 |          |                  | «ПалаПентассулья», Бриндизи Зрителей: 2 500 Судьи: Марко Вучкович, Паулу Маркеш, Геллерт Капитани |
| 12 ноября 2014 20:45 | Отчёт | Делрой Джеймс 21          | Очки     | Дарко Юкич 17    | «ПалаПентассулья», Бриндизи Зрителей: 2 500 Судьи: Марко Вучкович, Паулу Маркеш, Геллерт Капитани |
| 12 ноября 2014 20:45 | Отчёт | Деян Иванов 10            | Подборы  | Дино Буторац 4   | «ПалаПентассулья», Бриндизи Зрителей: 2 500 Судьи: Марко Вучкович, Паулу Маркеш, Геллерт Капитани |
| 12 ноября 2014 20:45 | Отчёт | Маркус Денмон 6           | Передачи | Тони Бизака 3    | «ПалаПентассулья», Бриндизи Зрителей: 2 500 Судьи: Марко Вучкович, Паулу Маркеш, Геллерт Капитани |

### 3-й тур
| 18 ноября 2014 20:00 | Отчёт | Ден Босх                   | 88:72    | Сёдертелье Кингз                | «Мааспорт», Хертогенбос Зрителей: 2 000 Судьи: Мануэль Маццони, Вилюс Мачюлайтис, Мехди Дифалла |
| 18 ноября 2014 20:00 | Отчёт | 21:24, 24:25, 21:12, 22:11 |          |                                 | «Мааспорт», Хертогенбос Зрителей: 2 000 Судьи: Мануэль Маццони, Вилюс Мачюлайтис, Мехди Дифалла |
| 18 ноября 2014 20:00 | Отчёт | Реджинальд Джонсон 20      | Очки     | Тони Бизака 20                  | «Мааспорт», Хертогенбос Зрителей: 2 000 Судьи: Мануэль Маццони, Вилюс Мачюлайтис, Мехди Дифалла |
| 18 ноября 2014 20:00 | Отчёт | Реджинальд Джонсон 10      | Подборы  | Дарко Юкич, Аарон Андерсон по 4 | «Мааспорт», Хертогенбос Зрителей: 2 000 Судьи: Мануэль Маццони, Вилюс Мачюлайтис, Мехди Дифалла |
| 18 ноября 2014 20:00 | Отчёт | Брэндин Карри 5            | Передачи | Урош Задник, Дарко Юкич по 3    | «Мааспорт», Хертогенбос Зрителей: 2 000 Судьи: Мануэль Маццони, Вилюс Мачюлайтис, Мехди Дифалла |

| 19 ноября 2014 19:30 | Отчёт | Ульм                           | 76:77    | Бриндизи          | «Ратиофарм Арена», Ульм Зрителей: 4 500 Судьи: Огнен Йокич, Марек Малишевский, Педру Коэлью |
| 19 ноября 2014 19:30 | Отчёт | 9:25, 29:15, 19:16, 19:21      |          |                   | «Ратиофарм Арена», Ульм Зрителей: 4 500 Судьи: Огнен Йокич, Марек Малишевский, Педру Коэлью |
| 19 ноября 2014 19:30 | Отчёт | Адам Хесс, Мартен Лойнен по 12 | Очки     | Маркус Денмон 31  | «Ратиофарм Арена», Ульм Зрителей: 4 500 Судьи: Огнен Йокич, Марек Малишевский, Педру Коэлью |
| 19 ноября 2014 19:30 | Отчёт | Уильям Клайбёрн 11             | Подборы  | Седрик Симмонс 12 | «Ратиофарм Арена», Ульм Зрителей: 4 500 Судьи: Огнен Йокич, Марек Малишевский, Педру Коэлью |
| 19 ноября 2014 19:30 | Отчёт | Пер Гюнтер 5                   | Передачи | Демонт Харпер 3   | «Ратиофарм Арена», Ульм Зрителей: 4 500 Судьи: Огнен Йокич, Марек Малишевский, Педру Коэлью |

### 4-й тур
| 3 декабря 2014 19:30 | Отчёт | Ульм                              | 88:62    | Сёдертелье Кингз | «Ратиофарм Арена», Ульм Зрителей: 4 500 Судьи: Зоран Сутулович, Войцех Лишка, Зафер Йилмаз |
| 3 декабря 2014 19:30 | Отчёт | 26:17, 20:10, 25:13, 17:12        |          |                  | «Ратиофарм Арена», Ульм Зрителей: 4 500 Судьи: Зоран Сутулович, Войцех Лишка, Зафер Йилмаз |
| 3 декабря 2014 19:30 | Отчёт | Уильям Клайбёрн 18                | Очки     | Тони Бизака 21   | «Ратиофарм Арена», Ульм Зрителей: 4 500 Судьи: Зоран Сутулович, Войцех Лишка, Зафер Йилмаз |
| 3 декабря 2014 19:30 | Отчёт | Тим Ольбрехт, Джонатан Майер по 6 | Подборы  | Тони Бизака 8    | «Ратиофарм Арена», Ульм Зрителей: 4 500 Судьи: Зоран Сутулович, Войцех Лишка, Зафер Йилмаз |
| 3 декабря 2014 19:30 | Отчёт | Пер Гюнтер 7                      | Передачи | Урош Задник 5    | «Ратиофарм Арена», Ульм Зрителей: 4 500 Судьи: Зоран Сутулович, Войцех Лишка, Зафер Йилмаз |

| 3 декабря 2014 20:45 | Отчёт | Бриндизи                   | 76:62    | Ден Босх            | «ПалаПентассулья», Бриндизи Зрителей: 2 922 Судьи: Антонис Деметриу, Тамаш Бенчур, Георгиос Пурсанидис |
| 3 декабря 2014 20:45 | Отчёт | 21:22, 20:10, 20:12, 15:18 |          |                     | «ПалаПентассулья», Бриндизи Зрителей: 2 922 Судьи: Антонис Деметриу, Тамаш Бенчур, Георгиос Пурсанидис |
| 3 декабря 2014 20:45 | Отчёт | Маркус Денмон 20           | Очки     | Кристофер Денсон 17 | «ПалаПентассулья», Бриндизи Зрителей: 2 922 Судьи: Антонис Деметриу, Тамаш Бенчур, Георгиос Пурсанидис |
| 3 декабря 2014 20:45 | Отчёт | Седрик Симмонс 8           | Подборы  | Стефан Весселс 9    | «ПалаПентассулья», Бриндизи Зрителей: 2 922 Судьи: Антонис Деметриу, Тамаш Бенчур, Георгиос Пурсанидис |
| 3 декабря 2014 20:45 | Отчёт | Делрой Джеймс 5            | Передачи | Стефан Весселс 4    | «ПалаПентассулья», Бриндизи Зрителей: 2 922 Судьи: Антонис Деметриу, Тамаш Бенчур, Георгиос Пурсанидис |

### 5-й тур
| 9 декабря 2014 19:00 | Отчёт | Сёдертелье Кингз           | 52:96    | Бриндизи         | «Тельехаллен», Сёдертелье Зрителей: 687 Судьи: Матьё Оссле, Кристоф Рохацки, Сергей Беляков |
| 9 декабря 2014 19:00 | Отчёт | 12:20, 14:31, 10:28, 16:17 |          |                  | «Тельехаллен», Сёдертелье Зрителей: 687 Судьи: Матьё Оссле, Кристоф Рохацки, Сергей Беляков |
| 9 декабря 2014 19:00 | Отчёт | Тони Бизака 15             | Очки     | Маркус Денмон 21 | «Тельехаллен», Сёдертелье Зрителей: 687 Судьи: Матьё Оссле, Кристоф Рохацки, Сергей Беляков |
| 9 декабря 2014 19:00 | Отчёт | Тони Бизака 10             | Подборы  | Джеймс Мейс 10   | «Тельехаллен», Сёдертелье Зрителей: 687 Судьи: Матьё Оссле, Кристоф Рохацки, Сергей Беляков |
| 9 декабря 2014 19:00 | Отчёт | Тони Бизака 4              | Передачи | Дэвид Курну 4    | «Тельехаллен», Сёдертелье Зрителей: 687 Судьи: Матьё Оссле, Кристоф Рохацки, Сергей Беляков |

| 9 декабря 2014 20:00 | Отчёт | Ден Босх                   | 87:76    | Ульм                                | «Мааспорт», Хертогенбос Зрителей: 3 000 Судьи: Паулу Маркеш, Борис Креич, Мехди Дифалла |
| 9 декабря 2014 20:00 | Отчёт | 28:12, 11:15, 25:27, 23:22 |          |                                     | «Мааспорт», Хертогенбос Зрителей: 3 000 Судьи: Паулу Маркеш, Борис Креич, Мехди Дифалла |
| 9 декабря 2014 20:00 | Отчёт | Кристофер Денсон 27        | Очки     | Тим Ольбрехт, Уильям Клайбёрн по 13 | «Мааспорт», Хертогенбос Зрителей: 3 000 Судьи: Паулу Маркеш, Борис Креич, Мехди Дифалла |
| 9 декабря 2014 20:00 | Отчёт | Стефан Весселс 8           | Подборы  | Тим Ольбрехт 9                      | «Мааспорт», Хертогенбос Зрителей: 3 000 Судьи: Паулу Маркеш, Борис Креич, Мехди Дифалла |
| 9 декабря 2014 20:00 | Отчёт | Ралф де Пагтер 4           | Передачи | Пер Гюнтер 5                        | «Мааспорт», Хертогенбос Зрителей: 3 000 Судьи: Паулу Маркеш, Борис Креич, Мехди Дифалла |

### 6-й тур
| 16 декабря 2014 19:00 | Отчёт | Сёдертелье Кингз                        | 115:108 ОТ | Ден Босх           | «Тельехаллен», Сёдертелье Зрителей: 467 Судьи: Януш Цалик, Александр Сирица, Ивор Матеек |
| 16 декабря 2014 19:00 | Отчёт | 19:16, 21:20, 25:27, 19:21, 15:15, 16:9 |            |                    | «Тельехаллен», Сёдертелье Зрителей: 467 Судьи: Януш Цалик, Александр Сирица, Ивор Матеек |
| 16 декабря 2014 19:00 | Отчёт | Дарко Юкич 29                           | Очки       | Стефан Весселс 28  | «Тельехаллен», Сёдертелье Зрителей: 467 Судьи: Януш Цалик, Александр Сирица, Ивор Матеек |
| 16 декабря 2014 19:00 | Отчёт | Дарко Юкич 6                            | Подборы    | Стефан Весселс 19  | «Тельехаллен», Сёдертелье Зрителей: 467 Судьи: Януш Цалик, Александр Сирица, Ивор Матеек |
| 16 декабря 2014 19:00 | Отчёт | Урош Задник 10                          | Передачи   | Кристофер Денсон 3 | «Тельехаллен», Сёдертелье Зрителей: 467 Судьи: Януш Цалик, Александр Сирица, Ивор Матеек |

| 16 декабря 2014 20:45 | Отчёт | Бриндизи                   | 88:70    | Ульм              | «ПалаПентассулья», Бриндизи Зрителей: 2 370 Судьи: Франсиско Аранья, Эрез Гурион, Пол Уолтон |
| 16 декабря 2014 20:45 | Отчёт | 24:16, 26:16, 18:26, 20:12 |          |                   | «ПалаПентассулья», Бриндизи Зрителей: 2 370 Судьи: Франсиско Аранья, Эрез Гурион, Пол Уолтон |
| 16 декабря 2014 20:45 | Отчёт | Джейкоб Пуллен 25          | Очки     | Яка Клобуцар 17   | «ПалаПентассулья», Бриндизи Зрителей: 2 370 Судьи: Франсиско Аранья, Эрез Гурион, Пол Уолтон |
| 16 декабря 2014 20:45 | Отчёт | Джеймс Мейнс 9             | Подборы  | Уильям Клайбёрн 5 | «ПалаПентассулья», Бриндизи Зрителей: 2 370 Судьи: Франсиско Аранья, Эрез Гурион, Пол Уолтон |
| 16 декабря 2014 20:45 | Отчёт | Джейкоб Пуллен 5           | Передачи | Пер Гюнтер 4      | «ПалаПентассулья», Бриндизи Зрителей: 2 370 Судьи: Франсиско Аранья, Эрез Гурион, Пол Уолтон |